# Douglas (entreprise)
Pour les articles homonymes, voir Douglas.

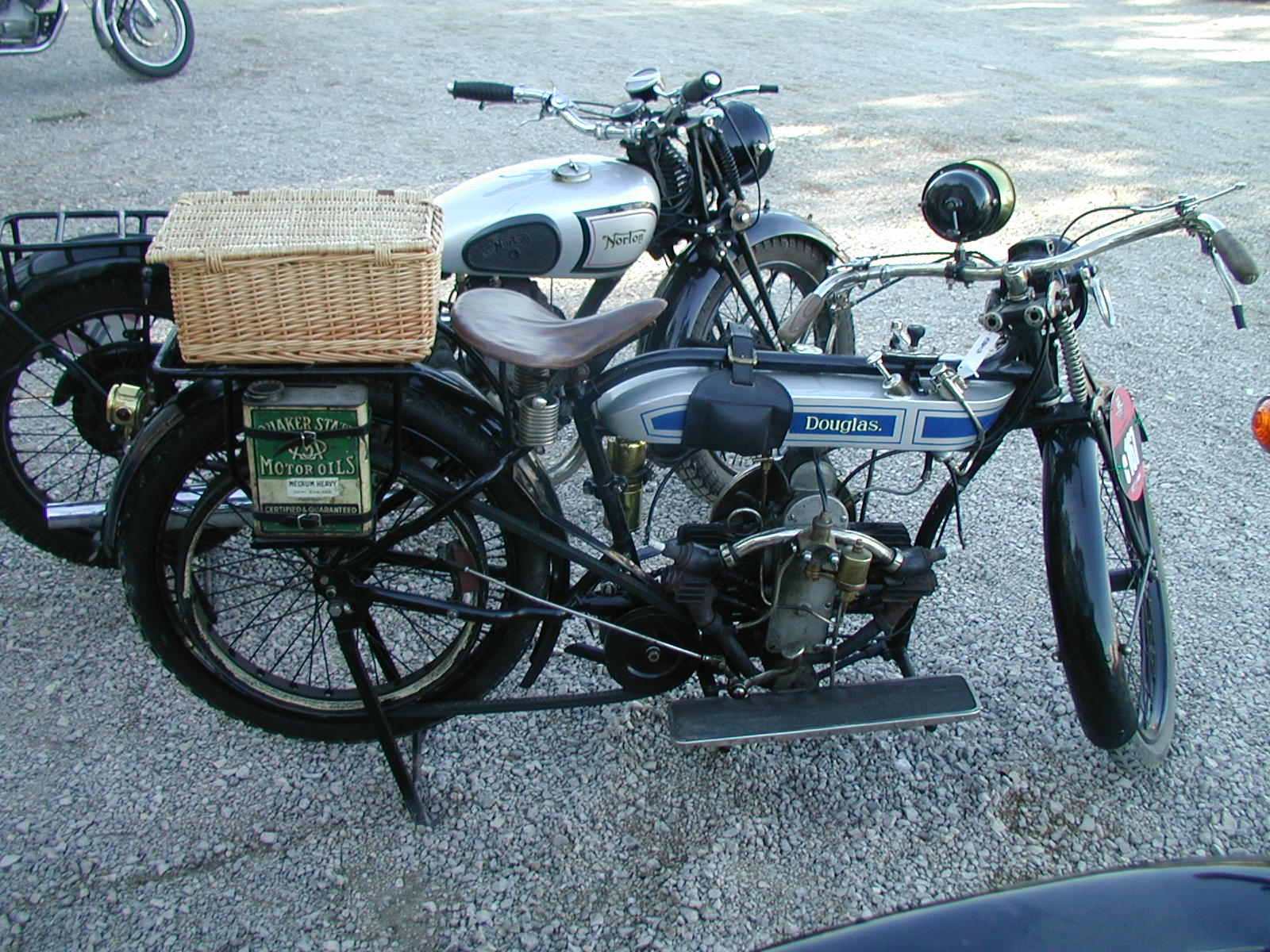
Une Douglas.

Douglas était une marque anglaise de motos qui a développé son activité entre 1907 et 1957 et qui est connue pour son moteur bicylindre à plat.
L'entreprise fondée à Bristol en 1882 par les frères William et Edward Douglas, tous deux forgerons, s'était spécialisée dans la fonderie avant de racheter le brevet du moteur bicylindre à plat de W. J. Barter, créateur de Light Motors Ltd., en 1907.
La marque a commercialisé pendant une cinquantaine d'années sa moto équipée du même moteur dans plusieurs cylindrées
. Une filiale fut ouverte en Allemagne avant la guerre.

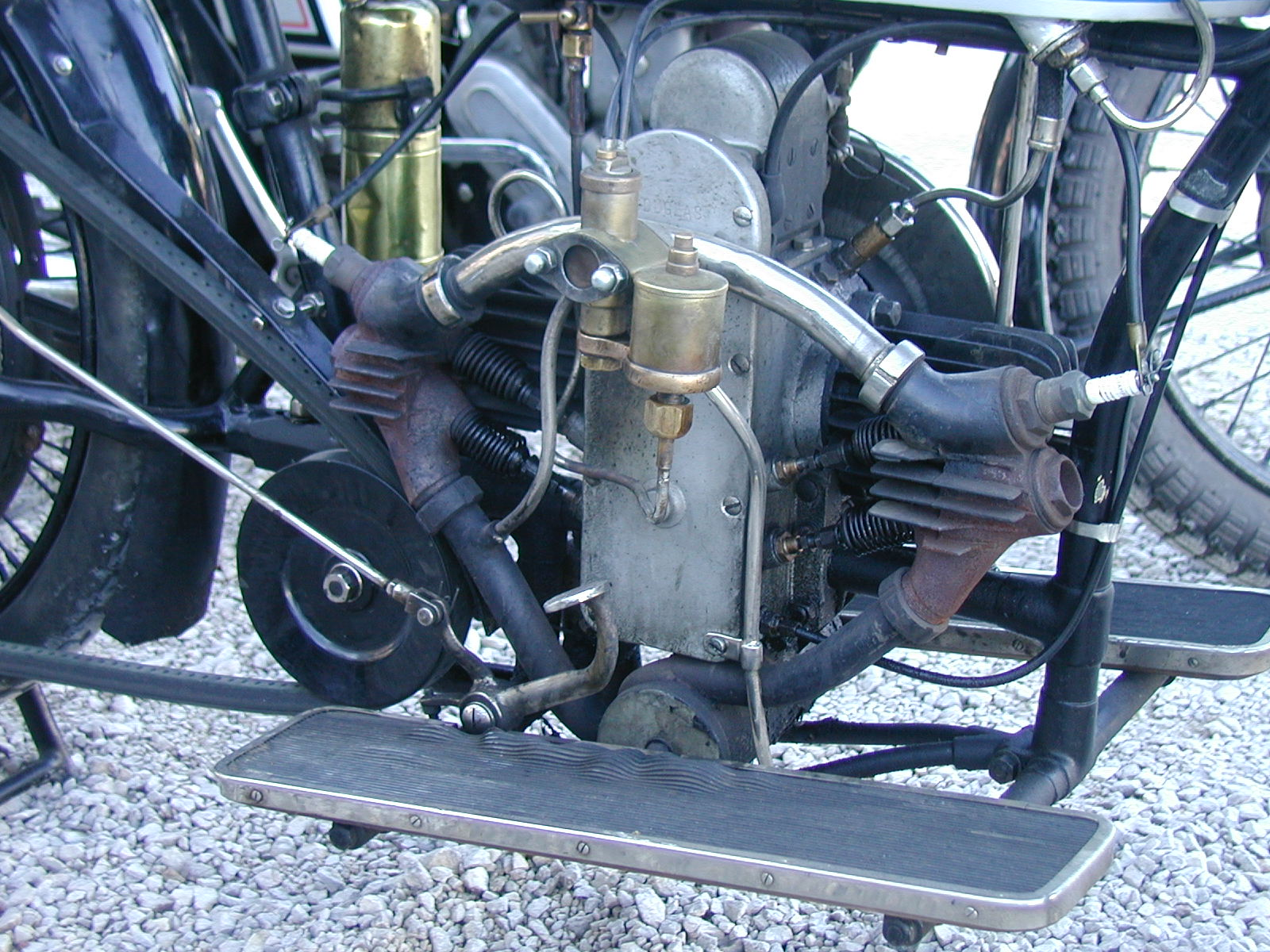
Un moteur de Douglas.

Ce moteur a servi de modèle au premier moteur BMW, qui le fournit tel quel à quelque assembleurs, puis le modifia pour le monter longitudinalement dans son premier modèle, la R32.
En 1913, puis en 1919, Douglas lança une gamme d'automobiles équipées du même type de moteur.
L'entreprise, qui a porté plusieurs noms (Douglas Bros, Douglas Motors Ltd., Earo Engines Ltd., Douglas Ltd, Douglas Sales & Service Ltd., etc.), dut se restructurer plusieurs fois à la suite de nombreuses difficultés financières, avant d'être finalement mise en faillite en 1957. 